# 해녀허벅춤
해녀허벅춤은 한국의 민속놀이의 하나이이다.
제주의 해녀들이 매일같이 태왁과 비창을 메고 거친 바닷물 속에 뛰어들어, 소라·전복·미역 등을 따낸다. 그녀들은 하루의 작업을 마치면 오돌또기의 흥겨운 가락에 맞추어 태왁과 허벅다리 장단에 따라 즐거운 춤으로 한때를 보낸다. 이 놀이는 해녀가 노를 저어 바다 멀리 나아가 작업을 하고, 풍성한 수확물을 메고 해변으로 돌아와서 한때를 춤으로 즐기고 집으로 돌아가는 과정이 표현되어 있다.